# Luna rossa (singolo)
Luna rossa è un singolo del gruppo musicale italiano Bnkr44, pubblicato il 23 maggio 2025 come primo estratto dalla riedizione digitale del quarto album in studio Tocca il cielo.

## Descrizione
Il brano è scritto da Edoardo D'Erme, in arte Calcutta, Dario Lombardi, in arte Erin, Davide Petrella, in arte Tropico, Duccio Caponi, in arte Piccolo, Matt Cohn, che ha anche curato la produzione, e Pietro Serafini, in arte Fares.

## Tracce
Testi e musiche di Edoardo D'Erme, Dario Lombardi, Davide Petrella, Duccio Caponi, Matt Cohn e Pietro Serafini.
1. Luna rossa – 2:40